# Sclerothorax
Sclerothorax es un género extinto de temnospóndilo que vivió a principios del período Triásico en lo que hoy es Alemania.